# Batman Returns (jeu vidéo, 1992, Sega)
Pour les articles homonymes, voir Batman Returns (homonymie).
 (décembre 2018).
Si vous disposez d'ouvrages ou d'articles de référence ou si vous connaissez des sites web de qualité traitant du thème abordé ici, merci de compléter l'article en donnant les références utiles à sa vérifiabilité et en les liant à la section « Notes et références ».
Batman Returns est un jeu vidéo d'action-plates-formes édité par Sega of America sur de multiples consoles Sega en 1992. Il est inspiré du film du même nom sorti en 1992, Batman Returns (Batman, le défi).

## Mega Drive et Mega-CD
Sur Mega Drive, il s'agit d'un jeu de plate-forme mâtiné de tir, le protagoniste devant progresser de toit en toit et éliminer ses ennemis à l'aide de son batarang. La version Mega-CD reprend la version Mega Drive en y ajoutant 30 niveaux supplémentaires de courses en 3D en Batmobile et en Batskiboat ainsi que des musiques améliorées (qualité CD audio).

## Game Gear et Master System
Batman Returns fait partie des jeux d'action les plus célèbres sur la Game Gear et Master System. Bien que la difficulté soit importante, la qualité du jeu  sur console 8 bit est excellente.